# Memorial Beach
Memorial Beach é o quinto álbum de estúdio da banda norueguesa A-ha, lançado a 14 de Junho de 1993. Foi gravado no Prince's Paisley Park, em Minneapolis, EUA, tendo sido produzido por David Z em conjunto com os membros da banda. 
O disco foi uma continuação dos esforços prévios do grupo em East of the Sun, West of the Moon (1990), no sentido de se distanciarem do rótulo de banda pop. Na verdade, canções como Cold As Stone, em seus oito minutos, traçavam uma volta às origens do grupo quando este era uma banda de rock progressivo da Noruega, chamada The Bridges, em cujo primeiro e único álbum, Fakkeltog, pontuavam canções como The Stranger's Town, a qual ultrapassava os dez minutos de duração. O disco anterior do A-Ha, que contava com o hit Crying In The Rain, já havia sido gravado e mixado com o apoio de Nick Davis, que antes produzira bandas como Genesis e Marillion, mas a gravadora havia estipulado que o produtor Christopher Neil fosse trazido para o processo de gravação de tal modo que a banda tivesse um produto relevante comercialmente. Christopher Neil - produtor de Sheena Easton e Celine Dion - seria responsável um ano depois pela produção do sexto álbum do Marillion, Holidays in Eden, cuja abordagem era acentuadamente mais pop do que era comum para a banda inglesa. Em Memorial Beach, no entanto, o a-ha preferiu defender sua ideia de se afastarem de produtores de hits como Chris Neil e Alan Tarney, dando preferência a David Z, que desde o início não tinha interesse em produzir grandes singles, que ocupassem as primeiras colocações nos charts, mas músicas mais ou menos elaboradas que pudessem exprimir facetas da banda até então adormecidas, em detrimento da abordagem mercadológica de Stay On These Roads, por exemplo.
Ainda assim o primeiro single desse álbum provou-se eficaz no tocante a galgar posições nos charts. Dark Is The Night For All atingiu o TOP20 na Inglaterra e por onze posições ficou fora do Billboard HOT100, vendendo mais cópias nos Estados Unidos do que quaisquer outros singles dos dois álbuns anteriores. Sob o estigma de Take On Me, a banda enviou promos anônimos para diversas rádios americanas, que criticaram favoravelmente o tal álbum da "nova banda desconhecida". Para o segundo single, a banda acabou por escolher duas canções a serem divulgadas em diferentes lugares. "Lie Down In Darkness" serviu como chamariz nos Estados Unidos, enquanto que Angel In The Snow acabou por ser publicada noutros mercados. O fato é que os dois singles não tiveram bom desempenho]] e os planos para o terceiro single, que seria uma versão editada de Cold As Stone, foram interrompidos.

## Divulgação
A divulgação do álbum foi então toda desacelerada, com a banda fazendo poucos shows, enquanto que Paul Waaktaar-Savoy seguia trabalhando no sexto álbum da banda - que acabou por ser cancelado, devido aos planos de Morten Harket de perseguir uma carreira-solo. Tal material acabou por ficar guardado ou foi reaproveitado nos dois primeiros discos do projeto paralelo de Paul, a banda Savoy, cujo primeiro álbum Mary Is Coming, de capa e título sugestivo, segue o estilo evidenciado em Memorial Beach. Com a interrupção nos trabalhos da banda, que deu origem a um hiato de sete anos, o último single do grupo naquele momento acabou por ser a inédita Shapes That Go Together, música a qual teve um bom desempenho na Inglaterra, tendo atingido posição número 27 nas paradas britânicas, o que para bandas oriundas dos anos 80, naquela época, era um feito razoável. Naquele mesmo período, a canção título deste álbum havia sido incluída na trilha sonorada de um dos capítulos da série SOS Malibu, a despeito da banda nunca a ter considerado como uma música de trabalho.

## Receção da crítica
Quanto à recepção do álbum, esta foi muito inconstante. Algumas publicações do meio musical e muitos entre os fans ficaram insatisfeitos com o resultado final, porque no disco não havia nada que se assemelhava ao a-ha que conheciam. Não havia nada ligeiramente próximo de Take On Me ou que fosse animado e acessível, com a exceção de Between Your Mama and Yourself, a nona canção. O que o álbum trazia era um clima depressivo, que em nada lembrava o a-ha de canções incandescentes como Touchy! e You Are the One . Já a Q Magazine colocou o disco em sua lista dos melhores álbuns de rock do ano de 1993, ao lado de Pablo Honey do Radiohead, entre outros. Das trivialidades que se podem apontar deste disco, está o fato de que Locust é uma das músicas preferidas do cantor Sondre Lerche, tendo seu regravada também pelo Savoy, só que com apenas o refrão sendo mantido e sob o nome de Whalebone - sendo utilizada como tema do aclamado filme norueguês Hawaii Oslo.
O álbum, em relação aos anteriores, foi um fracasso comercial, vendendo apenas 750 mil cópias em todo o mundo.

## Presença em:"O Mapa da Mina Internacional"
No Brasil, a canção "Dark Is The Night For All" foi incluída na trilha sonora internacional da novela "O Mapa da Mina", da TV Globo em 1993. No álbum da novela a canção foi creditada apenas como "Dark Is The Night". A obra foi o último trabalho de Cassiano Gabus Mendes, que faleceu em 18/08/1993, menos de 15 dias antes do final da novela. Na trama, Dark Is The Night foi tema do protagonista "Rodrigo", interpretado pelo filho do autor, Cássio Gabus Mendes. A trilha foi lançada pela gravadora Somlivre (pertencente ao Grupo Globo na época), em LP (405.0035), K7 (745.0035) e CD (400.1217).

## Faixas

Álbum "O Mapa da Mina Internacional", lançado em 1993 pela Somlivre, onde a canção "Dark Is The Night" esteve incluída.

Todas as faixas escritas por Paul Waaktaar, exceto onde anotado.
1. Dark Is The Night For All – 3:46
2. Move to Memphis – 4:22 (Paul Waaktaar/Magne Furuholmen)
3. Cold As Stone – 8:19
4. Angel in the Snow – 4:13
5. Locust – 5:09
6. Lie Down in Darkness – 4:32
7. How Sweet It Was – 6:00
8. Lamb To The Slaughter – 4:20 (Magne Furuholmen)
9. Between Your Mama And Yourself – 4:16
10. Memorial Beach – 4:36

## Créditos
- Morten Harket – Vocal
- Magne Furuholmen – Teclados, vocal
- Paul Waaktaar-Savoy – Guitarra, vocal